# Шрамово (Куявсько-Поморське воєводство)
Шрамово (пол. Szramowo, нім. Schramowo, 1939-45: Niedeck) — село в Польщі, у гміні Збічно Бродницького повіту Куявсько-Поморського воєводства.
Населення — 126 осіб (2011).
У 1975—1998 роках село належало до Торунського воєводства.

## Демографія
Демографічна структура станом на 31 березня 2011 року:
|          | Загалом | Допрацездатний вік | Працездатний вік | Постпрацездатний вік |
| -------- | ------- | ------------------ | ---------------- | -------------------- |
| Чоловіки | 66      | 12                 | 45               | 9                    |
| Жінки    | 60      | 9                  | 36               | 15                   |
| Разом    | 126     | 21                 | 81               | 24                   |